# Antoine Béchamp
Antoine Béchamp   (Bassing, 16 d'octubre de 1816 - París, 15 d'abril de 1908) va ser un químic i biòleg francès, conegut actualment pel fet de ser un rival de Louis Pasteur. Béchamp va fer treballs pioners en química industrial desenvolupant un procediment eficient per produir tints d'anilina. També produí el compost arseniacal atoxil pel tractament de malalties parasitàries.
Al final de la seva vida Béchamp entrà en agra disputa amb Louis Pasteur. Inicialment la seva rivalitat se centrà en qui va ser el primer a descobrir el procés de la fermentació i més tard sobre les idees de la patogènesi microbiana i la teoria dels germens. Béchamp, per exemple, no creia que els bacteris fossin capaços d'envair un cos sa i crear una malaltia. La visió que d'això tenia Pasteur va ser la finalment acceptada i la de Béchamp rebutjada tot i que actualment encara conserva un reduït grup de persones que accepta les idees de Béchamp.